# Karl Friedrich Breitfeld

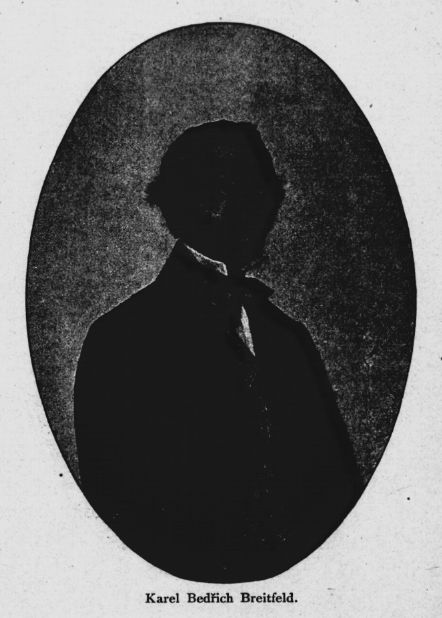
Karl Friedrich Breitfeld

Karl Friedrich Breitfeld (* 10. September 1797 in Johanngeorgenstadt; † 24. Juni 1862 in Prag) war ein deutsch-böhmischer Unternehmer und Großindustrieller. 

## Leben
Karl Friedrich Breitfeld wurde in Johanngeorgenstadt im sächsischen Erzgebirge an der Grenze zu Böhmen als Sohn von Carl Wilhelm Breitfeld (1754–1811) und dessen Ehefrau Christiane Friderike geb. Weikert (1778–1859) geboren. Sein Vater war in Johanngeorgenstadt als Handelsmann, Zinngießer und Viertelsmeister tätig. Der sächsische Unternehmer und Landtagsabgeordnete Eduard Wilhelm Breitfeld war sein jüngerer Bruder.  
Karl Friedrich Breitfeld zog 1832 nach Prag und gründete dort die Bobbinetmanufaktur Nottrot & Breitfeld sowie zusammen mit der Unternehmersfamilie Kunzmann aus Sauersack und Hirschenstand die Maschinenfabrik Breitfeld, Gottschald & Co. (siehe Spitzenfabrik Anton Gottschald & Comp.) 1845 begann der mittlerweile selbstständige Breitfeld in Prag mit der Produktion von Dampfmaschinen. 1850 erfolgte der Zusammenschluss mit dem Briten David Evans zum Unternehmen Breitfeld & Evans. 1855 nahm er an der Pariser Weltausstellung teil. Die von Breitfeld und Evans 1856 in Floridsdorf errichtete Maschinenfabrik und Kesselschmiede kaufte 1864 Friedrich Pilz aus Graslitz. Des Weiteren pachtete Breitfeld in Skurau bei Königgrätz zusammen mit weiteren Personen das Eisenwerk Rosahütte. Die Firma des ursprünglich bei Breitfeld  angestellten Čeněk Daněk fusionierte 1872 mit der Maschinenfabrik Breitfeld & Evans zur Aktiengesellschaft Breitfeld, Daněk a spol (siehe ČKD). Karl Friedrich Breitfeld war mit der ebenfalls aus Johanngeorgenstadt stammenden Auguste († 1864) verheiratet und Vater von sechs Kindern. Sein Trauergottesdienst fand in der deutsch-evangelischen Pfarrkirche von Prag statt. Im Prager Stadtteil Karlín (Karolinenthal) ist die Straße Breitfeldova nach ihm benannt.  